# Pont de Tauziète
Le pont de Tauziète est un pont construit sur l'Osse, au lieu-dit Mesplet, entre Andiran et Nérac, en Lot-et-Garonne, en Nouvelle-Aquitaine, sur l'ancienne route reliant Nérac à Mézin, actuel chemin rural.

## Historique
D'après les archives de Nérac consultées par Jean-François Samazeuilh, le pont a été reconstruit en 1628.
Le pont a été classé au titre des monuments historiques en 1987,.

## Description
Le pont a 3 arches. Il est construit en pierres de taille et moellons de calcaire. 
Du côté amont, des piles présentent des avant-becs au profil triangulaire pour limiter les risques d’embâcles. 
Le tablier se termine par deux murets bas en pierre.